# Colobanthus quitensis
Colobanthus quitensis (perla antártica o clavel antártico) es una de las dos especies de angiospermas (convencionalmente denominadas plantas con flor) nativas del continente antártico, siendo la otra Deschampsia antarctica, una gramínea. Colobanthus quitensis pertenece a la familia Caryophyllaceae, presenta flores de coloración amarilla o blancas, y crece dando lugar a matas o cojines de hasta 5 cm de altura, evidenciando un hábito semejante al de musgos. Su rango de distribución se extiende desde la península Antártica hasta México.

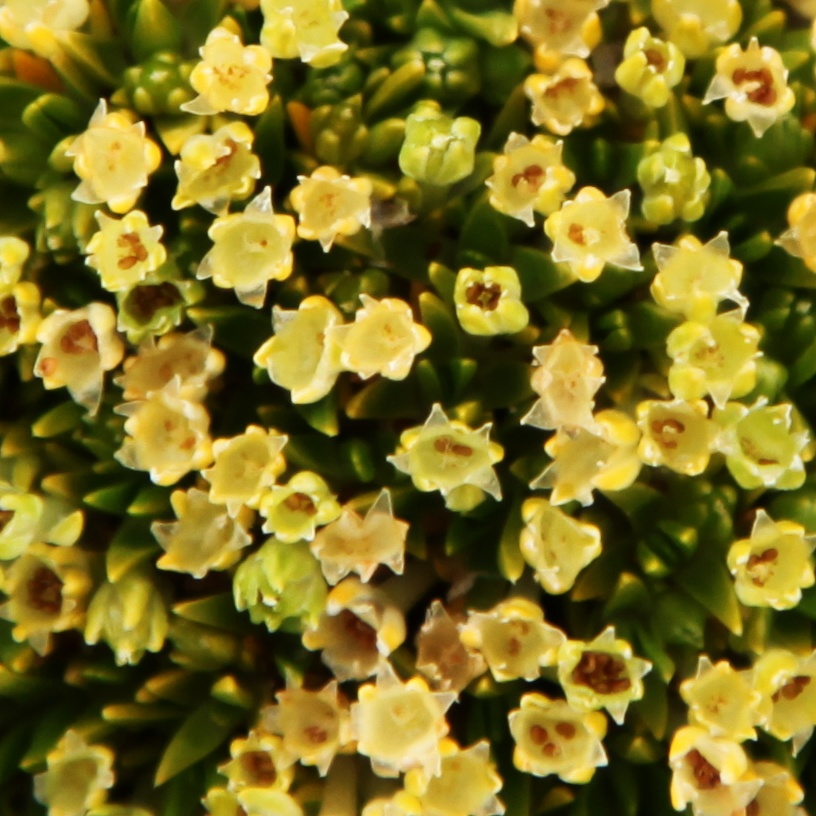
Detalle de la flor

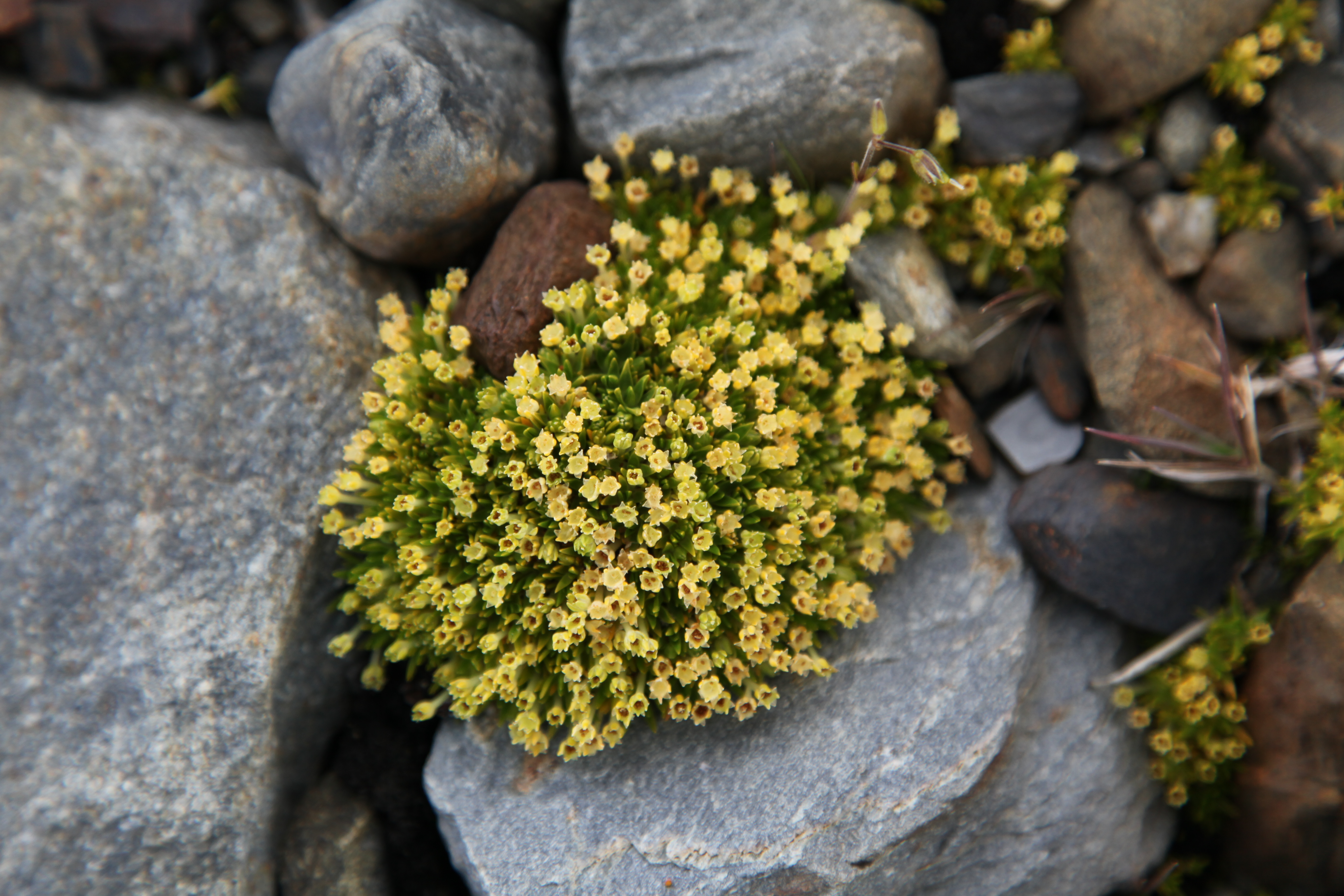
Vista de la planta en su hábitat

## Distribución
Se encuentra en la costa occidental de la península Antártica, en áreas donde el hielo no es permanente, formando pequeños cojines o matojos de varios individuos. También ocurren poblaciones en las islas Georgias del Sur, las islas Sandwich del Sur, las islas Shetland del Sur, las islas Malvinas, y en la Cordillera de los Andes, incrementando su rareza en dirección norte pero alcanzando Bolivia, Perú, Ecuador, y existiendo poblaciones aisladas en México.
Particularmente en la Antártida, y debido al fenómeno de calentamiento global, se ha registrado un incremento abrupto del número de semillas y de la germinación. Los reportes indican una quintuplicación del tamaño poblacional, habiéndose extendido el rango de distribución hacia el sur y cubierto grandes áreas anteriormente restrictivas para la especie. A medida que el verano se vuelve más intenso, mayor cantidad de semillas germinan, provocando incrementos significativos en el número de individuos. Actualmente, la especie se extiende hasta los 68° de latitud S, aunque se espera que la especie se extienda a medida que avance el cambio climático.

## Taxonomía
Colobanthus quitensis fue descrita por (Humboldt, Bonpland & Kunth) Bartl. y publicado en Reliquiae Haenkeanae 2(1): 13, t. 49, f. 2. 1831.
Sinonimia
- Colobanthus alatus Pax
- Colobanthus aretioides Gillies ex Hook.
- Colobanthus billardieri Fenzl
- Colobanthus cherlerioides Hook.f.
- Colobanthus crassifolius (d'Urv.) Hook.f.
- Colobanthus crassifolius var. aretioides (Gillies ex Hook.) Macloskie
- Colobanthus maclovianus Gand.
- Colobanthus meingeni Phil.
- Colobanthus quitensis var. alatus
- Colobanthus saginoides Bartl.
- Sagina crassifolia d'Urv.
- Sagina magellanica Willd. ex F.Phil.
- Sagina quitensis Kunth basónimo
- Spergula affinis Hook.[5]